# Ignatas Konovalovas
Ignatas Konovalovas, litovski kolesar, * 8. december 1985, Panevėžys, Sovjetska zveza. 
Konovalovas je profesionalni cestni kolesar, ki je od leta 2016 član UCI WorldTeam ekipe Groupama–FDJ, pred tem pa je bil član ekip Crédit Agricole, Cervélo TestTeam, Movistar Team, MTN–Qhubeka in Team Marseille 13 KTM. Nastopil je na poletnih olimpijskih igrah leta 2004 v dirkališčnem kolesarstvu ter v letih 2008 in 2016 v cestnem kolesarstvu. Leta 2004 je dosegel osmo mesto na ekipni zasledovalni tekmi, leta 2008 pa 28. mesto na cestni dirki. Leta 2009 je na Dirki po Italiji dosegel svojo edino etapno zmago in z 90. mestom tudi svojo najboljšo skupno uvrstitev na dirkah Grand Tour. Leta 2015 je zmagal na dirki Štiri dni Dunkirka. Sedemkrat je postal litovski državni prvak v kronometru, dvakrat pa na cestni dirki.